# دابهیجی
دابهیجی (به انگلیسی: Dhabeji) یک شهرک در پاکستان است که در ایالت سند واقع شده‌است.